# Saint Young Men
Saint Young Men (jap. 聖☆おにいさん, Seinto Oniisan) ist eine Manga-Serie von Hikaru Nakamura, die seit 2006 in Japan erscheint. Sie ist dem Genre Comedy zuzuordnen, wurde als Anime-Film und Original Video Animation adaptiert sowie in mehrere Sprachen übersetzt.

## Inhalt
Der Manga erzählt in kurzen Episoden von den Erlebnissen Buddha Shakyamunis und Jesus Christus’, die im modernen Tokio Urlaub vom Himmel machen. Neben alltäglichen Sorgen, wie dass sie zu wenig Geld vom Himmel bekommen, damit es den Monat reicht, bereiten ihnen ihre besonderen Fähigkeiten Probleme. So strahlt Buddhas Kopf in aller Öffentlichkeit, wenn ihn etwas erleuchtet oder er sich über Jesus’ Verschwendungen ärgert – und Jesus Wunden beginnen zu bluten, wenn ihn etwas traurig macht oder bedrückt. Gemeinsam entdecken sie die Welt der Menschen und probieren aus, was sie vom Himmel nur beobachten konnten. Beispielsweise besuchen sie einen Vergnügungspark, Buddha zeichnet Mangas und Jesus führt einen Blog. Doch manchmal kommen die anderen Heiligen im Himmel dabei in die Quere – oder ihre Vermieterin, die die beiden für arbeitslose Taugenichtse hält.

## Veröffentlichung
Die Serie erscheint seit September 2006 im Manga-Magazin Morning 2 des Verlags Kōdansha. Dieser brachte die Kapitel auch gesammelt in bisher 22 Bänden heraus (Stand Juli 2025).
Kurokawa veröffentlicht eine französische Fassung, Norma Editorial eine spanische und Tong Li eine chinesische.
Eine deutsche Übersetzung erscheint seit November 2014 bei Egmont Manga in Doppelbänden; bisher wurden zehn Doppelbände veröffentlicht.

## Anime
Bei A-1 Pictures entstand 2012 eine Original Video Animation zu Saint Young Men mit zwei Folgen. Eine Folge hat 26, die andere 15 Minuten. Regie führte Noriko Takao und das Drehbuch schrieb Rika Nezu. Das Charakterdesign entwarf Naoyuki Asano und die künstlerische Leitung lag bei Yōko Atsumi. Die Musik komponierten Keiichi Suzuki und Ryomei Shirai. 2013 produzierte das gleiche Team einen 90 Minuten langen Film auf Grundlage des Mangas, der am 10. Mai 2013 erschien.

### Synchronisation
| Rolle           | japanischer Sprecher (Seiyū) |
| --------------- | ---------------------------- |
| Buddha          | Gen Hoshino                  |
| Jesus           | Mirai Moriyama               |
| Sachiko Matsuda | Reiko Suzuki                 |
| Erzähler        | Ryoko Kinomiya               |

## Rezeption
Die Bände des Mangas verkauften sich in Japan jeweils über 500.000 mal in den ersten Wochen nach Veröffentlichung. 2009 wurde die Serie mit dem Osamu-Tezuka-Kulturpreis für kurze Werke ausgezeichnet.
Im deutschen Tagesspiegel wählte Kritikerin Anne Maren Delseit die Serie nach ihrer deutschen Erstveröffentlichung als Platz 3 ihrer Auswahl der besten Comics von 2014. Der Manga biete „Einblick in die japanische Kultur […,] liebevolle Interpretation der religiösen Figuren“ und „ein herrliches Situationskomik-Feuerwerk“. Ebenso beim Tagesspiegel schreibt Michel Decomain, der Manga sei frech ohne beleidigend zu sein. Meist lache man mit den Protagonisten, nicht über sie – und oft lachten die Protagonisten über sich selbst und ziehen übereinander her, halten aber auch immer zusammen. So sei die Serie „vor allem ein Comic über die Freundschaft zwischen und mit den Religionen und damit heute wichtiger denn je“. Decomain veröffentlicht eine eigene Comicserie im gleichen Verlag, in dem Saint Young Men auf Deutsch erscheint.